# De Kieviet (plaats)
De Kieviet is een wijk (voormalige buurtschap) in de gemeente Wassenaar in Zuid-Holland. De wijk is in 1908 ontstaan als villawijk ten zuidwesten van de hoofdplaats Wassenaar, ten noorden van de Groot Haesebroekseweg, en bevindt zich ongeveer ter hoogte van Meijendel. Er werd gebruik gemaakt van gronden van de buitenplaats Groot Haesebroek. 
Volgens Planet bezet De Kieviet de derde plaats op de lijst van wijken in Nederland met de hoogste miljonairsdichtheid. De wijk is gebouwd mede naar het ontwerp van architect Johan Mutters (Den Haag 1858 - Wassenaar 1930), via zijn bedrijven Exploitatie Maatschappij "Park de Kieviet" en "Wildrust". Hij ontwierp er zelf 38 villa's.
Direct ten noorden van De Kieviet ligt het Kievietsduin.

## Bezienswaardig
- Wilhelminaplein met monument van regentes/koningin Emma
- Auberge De Kieviet

## Meer informatie
- Een eeuw Park de Kieviet 1910 - 2010, ISBN 978 90 9025 1585. Bewonersvereniging Park de Kieviet, Wassenaar, 2010.
- Park de Kieviet Groene Schatten. door Anneke Huitink en Katja Verschoor, Bewonersvereniging Park de Kieviet, Wassenaar, 2016
- L.E. Reddingius, M.A.-masterscriptie Johannes Mutters Jr.: een literatuuronderzoek en de speurtocht naar een turkooizen erfenis, Universiteit van Leiden, faculteit Kunstgeschiedenis, architectuurgeschiedenis, 2009.
- Ir. Bart D. Verbrugge Rijswijk (ZH), Johannes Mutters 1858-1930, ISBN 978 90 8704 7795. Stichting Bonas, 2019.
- Jong Monumentaal Wassenaar - Architectuur en Stedenbouw 1800 - 1940 , (2002) Gemeente Wassenaar Carla Scheffer en Robert van Lit.
- Moderne bouwkunst in Wassenaar 1900 - 1965 , (2007) door Robert van Lit, Comité Open Monumentendag, Gemeente Wassenaar  en Historische Vereniging "Oud Wassenaer".
- Het bezield modernisme van A.H. Wegerif. Huub Thomas, 576 pag., nai010 uitgevers (2018).

## Externe link

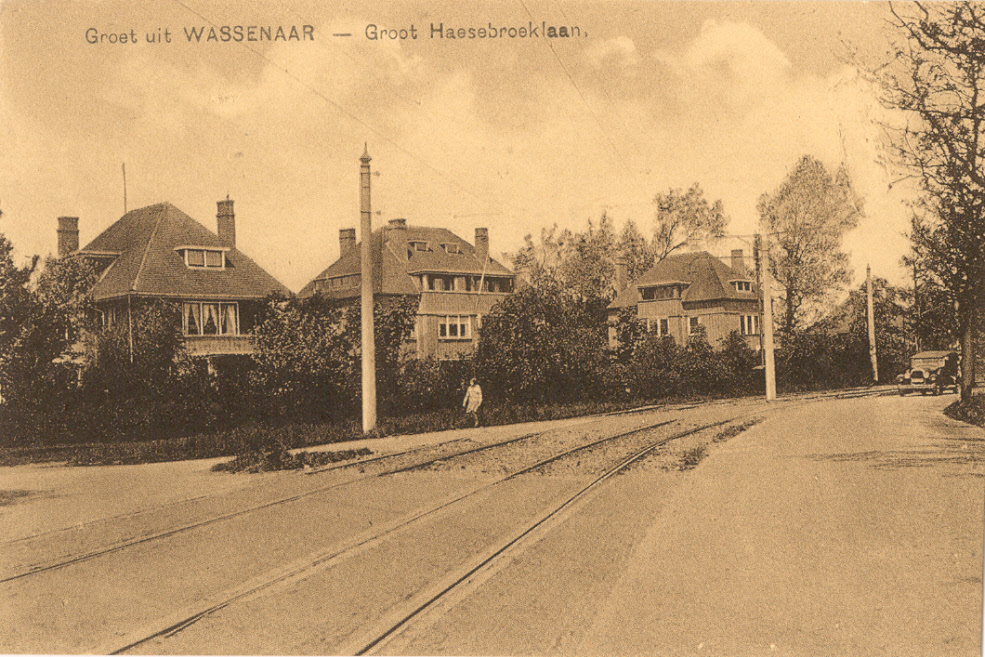
Groot Haesebroekseweg (ca. 1935)